# Liste der Baudenkmale in Heppens
In der Liste der Baudenkmale in Heppens sind die Baudenkmale im Stadtteil Heppens der kreisfreien Stadt Wilhelmshaven in Niedersachsen aufgelistet. Der Stand der Liste ist der 20. Oktober 2021. Die Quelle der Baudenkmale ist der Denkmalatlas Niedersachsen.

## Allgemein
In den Spalten befinden sich folgende Informationen:
- Lage: die Adresse des Baudenkmales und die geographischen Koordinaten. Kartenansicht, um Koordinaten zu setzen. In der Kartenansicht sind Baudenkmale ohne Koordinaten mit einem roten Marker dargestellt und können in der Karte gesetzt werden. Baudenkmale ohne Bild sind mit einem blauen Marker gekennzeichnet, Baudenkmale mit Bild mit einem grünen Marker.
- Bezeichnung: Bezeichnung des Baudenkmales
- Beschreibung: die Beschreibung des Baudenkmales. Unter § 3 Abs. 2 NDSchG werden Einzeldenkmale und unter § 3 Abs. 3 NDSchG Gruppen baulicher Anlagen und deren Bestandteile ausgewiesen.
- ID: die Objekt-ID des Baudenkmales
- Bild: ein Bild des Baudenkmales, ggf. zusätzlich mit einem Link zu weiteren Fotos des Baudenkmals im Medienarchiv Wikimedia Commons. Wenn man auf das Kamerasymbol klickt, können Fotos zu Baudenkmalen aus dieser Liste hochgeladen werden:

## Liste
Baudenkmale im Stadtteil Heppens.

| Lage                                                                 | Bezeichnung                    | Beschreibung                                                              | ID       | Bild           |
| -------------------------------------------------------------------- | ------------------------------ | ------------------------------------------------------------------------- | -------- | -------------- |
| Langeoogstraße 6 53° 31′ 52″ N, 8° 8′ 46″ O                          | Wurt                           | ehem. Marineobservatorium                                                 | 35153332 | BW             |
| Langeoogstraße 6 53° 31′ 51″ N, 8° 8′ 46″ O                          | Park                           | ehem. Marineobservatorium                                                 | 35143249 | BW             |
| Langeoogstraße 6 53° 31′ 51″ N, 8° 8′ 45″ O                          | Villa                          | ehem. Marineobservatorium                                                 | 35152254 | BW             |
| Langeoogstraße 8 53° 31′ 52″ N, 8° 8′ 44″ O                          | Wohnhaus                       | ehem. Marineobservatorium                                                 | 35152287 | BW             |
| Minsener Oog 1 A 53° 31′ 54″ N, 8° 8′ 25″ O                          | Bunker (Bauwerk)               | Bunkermuseum                                                              | 35147103 |                |
| Am Kirchhof 1 53° 31′ 49″ N, 8° 8′ 14″ O                             | Wohnhaus (Gruppe)              | Siedlung Heppens                                                          | 37070989 | BW             |
| Am Kirchhof 2/4 53° 31′ 50″ N, 8° 8′ 15″ O                           | Wohnhaus (Gruppe)              | Siedlung Heppens                                                          | 37071041 | BW             |
| Am Kirchhof 5 53° 31′ 50″ N, 8° 8′ 13″ O                             | Wohnhaus (Gruppe)              | Siedlung Heppens                                                          | 37071015 | BW             |
| Am Kirchhof 6/8 53° 31′ 51″ N, 8° 8′ 14″ O                           | Wohnhaus (Gruppe)              | Siedlung Heppens                                                          | 37071067 | BW             |
| Athenstraße 15 53° 31′ 50″ N, 8° 8′ 12″ O                            | Wohnhaus (Gruppe)              | Siedlung Heppens                                                          | 37071092 | BW             |
| Athenstraße 17, 19, 21, 23 53° 31′ 52″ N, 8° 8′ 15″ O                | Wohnhaus (Gruppe)              | Siedlung Heppens                                                          | 37071118 | BW             |
| Athenstraße 22, 24, 26 53° 31′ 51″ N, 8° 8′ 11″ O                    | Wohnhaus (Gruppe)              | Siedlung Heppens                                                          | 37071143 | BW             |
| Athenstraße 28, 30, 32 53° 31′ 53″ N, 8° 8′ 14″ O                    | Wohnhaus (Gruppe)              | Siedlung Heppens                                                          | 37071168 | BW             |
| Heppenser Straße 30/32 53° 31′ 48″ N, 8° 8′ 11″ O                    | Wohnhaus (Gruppe)              | Siedlung Heppens                                                          | 37071193 | BW             |
| Heppenser Straße 34/36 53° 31′ 49″ N, 8° 8′ 11″ O                    | Wohnhaus (Gruppe)              | Siedlung Heppens                                                          | 37071218 | BW             |
| Heppenser Straße 38, 40, 42 53° 31′ 48″ N, 8° 8′ 13″ O               | Wohnhaus (Gruppe)              | Siedlung Heppens                                                          | 37071243 | BW             |
| Heppenser Straße 44/46 53° 31′ 50″ N, 8° 8′ 17″ O                    | Wohnhaus (Gruppe)              | Siedlung Heppens                                                          | 37071269 | BW             |
| Lilienburgstraße 8 53° 31′ 47″ N, 8° 8′ 3″ O                         | Wohnhaus                       | sog. Löwenburg                                                            | 35143303 | BW             |
| Heppenser Kirche 53° 31′ 43″ N, 8° 8′ 6″ O                           | Wohnhausgruppe Bismarckstraße  | Baudenkmal-Gruppe                                                         | 35135747 | Weitere Bilder |
| Heppenser Straße 31 53° 31′ 44″ N, 8° 8′ 6″ O                        | Heppenser Kirche               | Heppenser Kirche, ev.-luth. (Baudenkmal-Gruppe Heppenser Kirche)          | 35154025 | Weitere Bilder |
| Heppenser Straße 31 53° 31′ 44″ N, 8° 8′ 6″ O                        | Kirchwurt                      | Heppenser Kirche, ev.-luth. (Baudenkmal-Gruppe Heppenser Kirche)          | 35154443 | BW             |
| Heppenser Straße 31 53° 31′ 42″ N, 8° 8′ 8″ O                        | Friedhof                       | Heppenser Kirche, ev.-luth. (Baudenkmal-Gruppe Heppenser Kirche)          | 35154333 |                |
| Ulmenstraße 53° 31′ 37″ N, 8° 7′ 52″ O                               | Marine-Bekleidungsamt, ehem.   | Baudenkmal-Gruppe                                                         | 35136231 | BW             |
| Ulmenstraße 45A–53 53° 31′ 37″ N, 8° 7′ 53″ O                        | Hauptgebäude (Textilhof)       | Verwaltungsgebäude (Baudenkmal-Gruppe Marine-Bekleidungsamt, ehem.)       | 35157202 |                |
| Ulmenstraße 55–63 53° 31′ 38″ N, 8° 7′ 50″ O                         | Lagerhaus (Textilhof)          | Lagergebäude (Baudenkmal-Gruppe Marine-Bekleidungsamt, ehem.)             | 35157233 | BW             |
| Mühlenweg 53° 31′ 57″ N, 8° 7′ 48″ O                                 | Ehem. Marine-Arrestanstalt     | Baudenkmal-Gruppe                                                         | 35136248 | BW             |
| Mühlenweg 78/80 53° 31′ 57″ N, 8° 7′ 47″ O                           | Bunker (Bauwerk)               | Ehem. Marine-Arrestanstalt (Baudenkmal-Gruppe Ehem. Marine-Arrestanstalt) | 35157261 |                |
| Ölhafendamm 2 53° 31′ 57″ N, 8° 7′ 49″ O                             | Gefängnis (Baukomplex)         | Ehem. Marine-Arrestanstalt (Baudenkmal-Gruppe Ehem. Marine-Arrestanstalt) | 35156862 | BW             |
| Mühlenweg 78 53° 31′ 56″ N, 8° 7′ 50″ O                              | Gefängnis (Baukomplex)         | Ehem. Marine-Arrestanstalt (Baudenkmal-Gruppe Ehem. Marine-Arrestanstalt) | 35156832 | BW             |
| Mühlenweg 78 53° 31′ 58″ N, 8° 7′ 50″ O                              | Einfriedung                    | Ehem. Marine-Arrestanstalt (Baudenkmal-Gruppe Ehem. Marine-Arrestanstalt) | 35157743 | BW             |
| Wilmastraße 53° 31′ 59″ N, 8° 8′ 4″ O                                | Kaiserin-Viktoria-Siedlung     | Baudenkmal-Gruppe                                                         | 35135526 | BW             |
| Doraweg 4, 6, 8, 10, 12, 14, 16, 18, 20 53° 32′ 0″ N, 8° 8′ 8″ O     | Wohnhaus                       | (Baudenkmal-Gruppe Kaiserin-Viktoria-Siedlung)                            | 35150507 |                |
| Wilmastraße 1 53° 32′ 0″ N, 8° 8′ 8″ O                               | Wohnhaus                       | (Baudenkmal-Gruppe Kaiserin-Viktoria-Siedlung)                            | 35153163 | BW             |
| Erikastraße 1, 3, 5, 7, 9, 11, 13, 15, 17 53° 32′ 0″ N, 8° 8′ 7″ O   | Wohnhaus                       | (Baudenkmal-Gruppe Kaiserin-Viktoria-Siedlung)                            | 35150797 | BW             |
| Erikastraße 2, 4, 6, 8, 10, 12, 14, 16, 18 53° 31′ 59″ N, 8° 8′ 6″ O | Wohnhaus                       | (Baudenkmal-Gruppe Kaiserin-Viktoria-Siedlung)                            | 35150823 | BW             |
| Wilmastraße 3 53° 31′ 59″ N, 8° 8′ 6″ O                              | Wohnhaus                       | (Baudenkmal-Gruppe Kaiserin-Viktoria-Siedlung)                            | 35153189 | BW             |
| Ernastraße 1, 3, 5, 7, 9, 11, 13 53° 31′ 59″ N, 8° 8′ 5″ O           | Wohnhaus                       | (Baudenkmal-Gruppe Kaiserin-Viktoria-Siedlung)                            | 35151265 |                |
| Ernastraße 2, 4, 6, 8, 10, 12, 14, 16, 18 53° 31′ 59″ N, 8° 8′ 3″ O  | Wohnhaus                       | (Baudenkmal-Gruppe Kaiserin-Viktoria-Siedlung)                            | 35151291 | BW             |
| Wilmastraße 5 53° 31′ 58″ N, 8° 8′ 3″ O                              | Wohnhaus                       | (Baudenkmal-Gruppe Kaiserin-Viktoria-Siedlung)                            | 35153215 | BW             |
| Gerdastraße 1, 3, 5, 7, 9, 11, 13, 15, 17 53° 31′ 58″ N, 8° 8′ 2″ O  | Wohnhaus                       | (Baudenkmal-Gruppe Kaiserin-Viktoria-Siedlung)                            | 35151708 | BW             |
| Gerdastraße 2, 4, 6, 8 53° 31′ 58″ N, 8° 8′ 1″ O                     | Wohnhaus                       | (Baudenkmal-Gruppe Kaiserin-Viktoria-Siedlung)                            | 35151734 | BW             |
| Helgastraße 1, 3, 5, 7, 9, 11, 13 53° 31′ 58″ N, 8° 7′ 59″ O         | Wohnhaus                       | (Baudenkmal-Gruppe Kaiserin-Viktoria-Siedlung)                            | 35152072 | BW             |
| Doraweg 15 53° 32′ 1″ N, 8° 8′ 8″ O                                  | Wohnhaus                       | ehem. Kaserne II. Matrosendivision                                        | 35150637 | BW             |
| Mühlenweg 48–54 53° 32′ 2″ N, 8° 8′ 10″ O                            | Wohnhaus                       | ehem. Kaserne II. Matrosendivision                                        | 35152368 | BW             |
| Freiligrathstraße 24 53° 32′ 3″ N, 8° 8′ 12″ O                       | Wohnhaus                       | ehem. Kaserne II. Matrosendivision                                        | 35151681 |                |
| 53° 32′ 3″ N, 8° 7′ 58″ O                                            | Kaserne Mühlenweg              | Kasernenanlage. Baudenkmal-Gruppe                                         | 35135650 | Weitere Bilder |
| Schellingstraße 11/11A-C 53° 32′ 0″ N, 8° 7′ 45″ O                   | St. Petrus, kath.              | Kirche (Bauwerk) (Baudenkmal-Gruppe Kaserne Mühlenweg)                    | 35153241 | Weitere Bilder |
| Mühlenweg 71 53° 32′ 0″ N, 8° 7′ 48″ O                               | „Seipelhalle“ (THW)            | Kraftfahrzeughalle (Baudenkmal-Gruppe Kaserne Mühlenweg)                  | 35152525 |                |
| Schellingstraße 13 53° 32′ 2″ N, 8° 7′ 47″ O                         | „Seipelhalle“ (THW)            | Kraftfahrzeughalle (Baudenkmal-Gruppe Kaserne Mühlenweg)                  | 35153033 |                |
| Schellingstraße 15 53° 32′ 3″ N, 8° 7′ 52″ O                         | Kasernengebäude                | „Mühlenweg-Schule“ (Baudenkmal-Gruppe Kaserne Mühlenweg)                  | 35153058 |                |
| Schellingstraße 17 53° 32′ 5″ N, 8° 7′ 56″ O                         | Kasernengebäude                | „Hauptschule Heppens“ (Baudenkmal-Gruppe Kaserne Mühlenweg)               | 35153085 |                |
| Schellingstraße 19 53° 32′ 6″ N, 8° 8′ 0″ O                          | Kasernengebäude                | „Berufsschule“ (Baudenkmal-Gruppe Kaserne Mühlenweg)                      | 35153111 |                |
| Schellingstraße 21 53° 32′ 8″ N, 8° 8′ 4″ O                          | Kasernengebäude                | (Baudenkmal-Gruppe Kaserne Mühlenweg)                                     | 35153137 |                |
| Mühlenweg 59 53° 32′ 6″ N, 8° 8′ 7″ O                                | Kasernengebäude                | „Gymnasium am Mühlenweg“ (Baudenkmal-Gruppe Kaserne Mühlenweg)            | 35152395 | BW             |
| Mühlenweg 61 53° 32′ 4″ N, 8° 8′ 9″ O                                | Kasernengebäude                | Schule (Baudenkmal-Gruppe Kaserne Mühlenweg)                              | 35152421 | BW             |
| Mühlenweg 63 53° 32′ 2″ N, 8° 8′ 6″ O                                | Kasernengebäude                | „Gymnasium am Mühlenweg“ (Baudenkmal-Gruppe Kaserne Mühlenweg)            | 35152447 |                |
| Mühlenweg 65 53° 32′ 1″ N, 8° 8′ 2″ O                                | Kasernengebäude                | „Gymnasium am Mühlenweg“ (Baudenkmal-Gruppe Kaserne Mühlenweg)            | 35152473 | Weitere Bilder |
| Mühlenweg 67 53° 32′ 0″ N, 8° 7′ 58″ O                               | Kasernengebäude                | Kindergarten (Baudenkmal-Gruppe Kaserne Mühlenweg)                        | 35152499 | BW             |
| Bismarckstraße 53° 31′ 31″ N, 8° 8′ 10″ O                            | Wohnhausgruppe Bismarckstraße  | Baudenkmal-Gruppe                                                         | 37068134 | BW             |
| Helgolandstraße 2 53° 31′ 30″ N, 8° 8′ 17″ O                         | Wohnhaus (Gruppe)              | Mehrfamilienwohnhaus (Baudenkmal-Gruppe Wohnhausgruppe Bismarckstraße)    | 37071346 | BW             |
| Bismarckstraße 1 - 11 53° 31′ 30″ N, 8° 8′ 13″ O                     | Wohnhaus (Gruppe)              | Mehrfamilienwohnhaus (Baudenkmal-Gruppe Wohnhausgruppe Bismarckstraße)    | 37071295 | BW             |
| Bismarckstraße 15 - 27 53° 31′ 31″ N, 8° 8′ 6″ O                     | Wohnhaus (Gruppe)              | Mehrfamilienwohnhaus (Baudenkmal-Gruppe Wohnhausgruppe Bismarckstraße)    | 37071321 | BW             |
| Gökerstraße/Bismarckstraße 53° 31′ 36″ N, 8° 7′ 31″ O                | Berliner Meilenstein           | Denkmal                                                                   | 41542685 |                |
| Bismarckstraße 117 53° 31′ 38″ N, 8° 7′ 16″ O                        | Wohnhaus                       | Mehrfamilienwohnhaus                                                      | 35141498 |                |
| Bismarckstraße 119 53° 31′ 38″ N, 8° 7′ 15″ O                        | Wohnhaus                       | Mehrfamilienwohnhaus                                                      | 35141523 |                |
| Bismarckstraße 121 53° 31′ 38″ N, 8° 7′ 14″ O                        | Wohnhaus                       | Mehrfamilienwohnhaus                                                      | 35141548 |                |
| Bismarckstraße 135 53° 31′ 40″ N, 8° 7′ 1″ O                         | Wohnhaus                       | Mehrfamilienwohnhaus                                                      | 35141574 |                |
| Bülowstraße 1 53° 31′ 38″ N, 8° 7′ 14″ O                             | Wohnhaus                       | Mehrfamilienwohnhaus                                                      | 35142210 |                |
| Bülowstraße 3 A 53° 31′ 40″ N, 8° 7′ 13″ O                           | Wohnhaus                       | Mehrfamilienwohnhaus                                                      | 35142236 |                |
| Brommystraße 1 53° 31′ 40″ N, 8° 7′ 8″ O                             | Wohnhaus                       | Mehrfamilienwohnhaus                                                      | 35142185 |                |
| Ulmenstraße 1 53° 31′ 40″ N, 8° 7′ 13″ O                             | Wohnhaus                       | Mehrfamilienwohnhaus                                                      | 35145531 |                |
| Wasserturmstraße 2 53° 31′ 38″ N, 8° 7′ 17″ O                        | Wohnhaus                       | Mehrfamilienwohnhaus                                                      | 35145680 |                |
| Wasserturmstraße 4 53° 31′ 39″ N, 8° 7′ 17″ O                        | Wohnhaus                       | Mehrfamilienwohnhaus                                                      | 35145705 |                |
| Mühlenweg 148 53° 31′ 45″ N, 8° 6′ 59″ O                             | Kopperhörner Mühle             | Mühle (Baukomplex)                                                        | 35144290 | Weitere Bilder |
| Zedeliusstraße 17 A (Wichernweg 17 A) 53° 31′ 48″ N, 8° 7′ 31″ O     | Villa                          | ehem. Arbeitsgericht / Polizei                                            | 35146246 |                |
| Schulstraße 33 53° 31′ 52″ N, 8° 7′ 27″ O                            | Wohnhaus                       | Mehrfamilienwohnhaus                                                      | 35145310 |                |
| Birkenweg 4 53° 32′ 1″ N, 8° 7′ 14″ O                                | Wohnhaus                       |                                                                           | 35141472 |                |
| Rosenstraße 8 53° 32′ 3″ N, 8° 7′ 19″ O                              | Wohnhaus                       |                                                                           | 41646021 |                |
| Holtermannstraße 30 53° 32′ 6″ N, 8° 7′ 25″ O                        | Wohnhaus                       |                                                                           | 35142842 | Weitere Bilder |
| Gökerstraße 116 53° 32′ 2″ N, 8° 7′ 31″ O                            | Wohnhaus                       |                                                                           | 35140658 | BW             |
| Schellingstraße 53° 32′ 1″ N, 8° 7′ 35″ O                            | Wohnhausgruppe Schellingstraße | Baudenkmal-Gruppe                                                         | 35135560 | BW             |
| Schellingstraße 1 53° 32′ 1″ N, 8° 7′ 35″ O                          | Wohnhaus                       | (Baudenkmal-Gruppe Wohnhausgruppe Schellingstraße)                        | 35153006 | BW             |
| Gökerstraße 107 53° 32′ 0″ N, 8° 7′ 34″ O                            | Wohnhaus                       | (Baudenkmal-Gruppe Wohnhausgruppe Schellingstraße)                        | 35152046 | BW             |